# Antonin Borga
Antonin Borga, né le 21 septembre 1987 à Vergeletto (canton du Tessin), est un entrepreneur et un pilote automobile suisse,.

## Palmarès

### Michelin Le Mans Cup
| Année | Écurie               | Châssis      | Moteur                      | Classe | 1       | 2        | 3         | 4        | 5      | 6       | 7       | Position | Points |
| ----- | -------------------- | ------------ | --------------------------- | ------ | ------- | -------- | --------- | -------- | ------ | ------- | ------- | -------- | ------ |
| 2017  | Duqueine Engineering | Ligier JS P3 | Nissan VK50VE 5,0 l V8 Atmo | LMP3   | MON     | LMS 1 23 | LMS 2 Ret |          |        |         |         | 41e      | 0.5    |
| 2017  | Cool Racing          | Ligier JS P3 | Nissan VK50VE 5,0 l V8 Atmo | LMP3   |         |          |           | RBR      | LEC    | SPA     | POR Ret | 41e      | 0.5    |
| 2018  | Cool Racing          | Ligier JS P3 | Nissan VK50VE 5,0 l V8 Atmo | LMP3   | LEC Ret | MON 4    | LMS 1 16  | LMS 2 11 | RBR 16 | SPA Ret | POR 8   | 18e      | 17.5   |

### European Le Mans Series
| Année | Écurie               | Châssis      | Moteur                      | Classe | 1      | 2     | 3      | 4       | 5      | 6       | Position | Points |
| ----- | -------------------- | ------------ | --------------------------- | ------ | ------ | ----- | ------ | ------- | ------ | ------- | -------- | ------ |
| 2016  | Duqueine Engineering | Ligier JS P3 | Nissan VK50VE 5,0 l V8 Atmo | LMP3   | SIL    | IMO   | RBR 11 | LEC 13  | SPA 10 | EST Ret | 30e      | 2      |
| 2017  | Duqueine Engineering | Ligier JS P3 | Nissan VK50VE 5,0 l V8 Atmo | LMP3   | SIL 11 | MON 8 | RBR 9  | LEC Ret | SPA 2  | POR 4   | 8e       | 37.5   |
| 2018  | Cool Racing          | Ligier JS P3 | Nissan VK50VE 5,0 l V8 Atmo | LMP3   | LEC 10 | MON 9 | RBR 10 | SIL     | SPA 6  | POR 13  | 18e      | 8.5    |
| 2019  | Cool Racing          | Oreca 07     | Gibson GK428 4,2 l V8 Atmo  | LMP2   | LEC 7  | MON 8 | BAR 3  | SIL     | SPA    | POR     | 8e*      | 26*    |

N.B. * Saison en cours. Les courses en " gras  'indiquent une pole position, les courses en "italique" indiquent le meilleur tour de course.

### Championnat du monde d'endurance FIA
(Les courses en gras indiquent la pole position) (Les courses en italiques indiquent le meilleur temps)
| Année   | Voiture  | Moteur                     | Classe | Pneus | 1     | 2     | 3        | 4     | 5     | 6   | 7   | 8     | Position | Points |
| ------- | -------- | -------------------------- | ------ | ----- | ----- | ----- | -------- | ----- | ----- | --- | --- | ----- | -------- | ------ |
| 2019–20 | Oreca 07 | Gibson GK428 4,2 l V8 Atmo | LMP2   | M     | SIL 1 | FUJ 5 | SHA Abd. | BHR 6 | COA 4 | SPA | LMS | BHR 6 | 6e*      | 61*    |

N.B. * Saison en cours. Les courses en " gras  'indiquent une pole position, les courses en "italique" indiquent le meilleur tour de course.